# Tabanus rubidoides
Tabanus rubidoides är en tvåvingeart som beskrevs av Szilady 1926. Tabanus rubidoides ingår i släktet Tabanus och familjen bromsar. Inga underarter finns listade i Catalogue of Life.